# New Salem (Illinois)
New Salem è un villaggio degli Stati Uniti d'America della contea di Pike nello Stato dell'Illinois.
La popolazione era di 136 persone al censimento del 2000.

## Geografia fisica
New Salem è situata a 39°42′26″N 90°50′47″W (39.707124, -90.846520).
Secondo lo United States Census Bureau, ha un'area totale di 1,05 miglia quadrate (2,7 km²).

## Società

### Evoluzione demografica
Secondo il censimento del 2000, c'erano 136 persone.

### Etnie e minoranze straniere
Secondo il censimento del 2000, la composizione etnica della città era formata dal 99,26% di bianchi e lo 0,74% di altre razze.